# قرة أغاج (أرومية)
قرة أغاج هي قرية في مقاطعة أرومية، إيران. عدد سكان هذه القرية هو 1,554 في سنة 2006.